# Tai McIsaac
Pour les articles homonymes, voir McIsaac.
Pas d'image ? Cliquez ici

a Compétitions nationales et continentales officielles uniquement.

b Matchs officiels uniquement.
Dernière mise à jour le 1 janvier 2018.
Tai McIsaac, né le 19 mars 1975, est un joueur de rugby à XV australien, qui joue avec l'équipe d'Australie. Il joue talonneur, mesure 1,78 m (5′ 10″); m et pèse 112 kg.

## Carrière

### En club
- Queensland Reds (2003-2005)
- Western Force (2006-2009)

### En équipe nationale
Il obtient sa première cape internationale avec l'équipe d'Australie le 11 juin 2006 à l’occasion d’un match contre l'équipe d'Angleterre à Sydney.
- 8 sélections avec l'Équipe d'Australie de rugby à XV
- Sélections par année : 8 en 2006